# Cisnes
Cisnes is een gemeente in de Chileense provincie Aysén in de regio Aysén del General Carlos Ibáñez del Campo. Cisnes telde 6.517 inwoners in 2017.